# Historia Gwen Araujo
Historia Gwen Araujo (oryg. A Girl Like Me: The Gwen Araujo Story) – amerykański film obyczajowy z 2006 roku. Film oparty na faktach.

## Opis fabuły
Nastoletni Eddie decyduje, że nie chce być chłopcem, zapuszcza włosy i nadaje sobie imię Gwen. Decyzja ta wywołuje konflikty w rodzinie latynoskiej, ale z czasem wszyscy uczą się akceptacji. W czasie miejskiej zabawy chłopak odkrywa tożsamość Gwen i zabija ją. Matka chce odnaleźć mordercę.

## Obsada
- J.D. Pardo – Eddie/Gwen Araujo
- Lupe Ontiveros – Mama
- Henry Darrow – Tata
- Corey Stoll – Joey Marino
- Leela Savasta – Chita Araujo
- Avan Jogia – Danny Araujo
- Jacqueline Samuda – Angie
- Zak Santiago – Carlos Guerrero
- Mercedes Ruehl – Sylvia Guerrero
- Nolan Gerard Funk − Michael

i inni